# Sulejman Kierimow
Sulejman Abusaidowicz Kierimow (ros. Сулейман Абусаидович Керимов, ur. 15 marca 1966 w Derbencie) – rosyjski oligarcha, silnie związany z autonomicznym regionem Dagestanu – reprezentuje tę republikę w Radzie Federacji – właściciel klubu piłkarskiego Anży Machaczkała. W 2012 roku został sklasyfikowany przez Forbesa na 146 miejscu wśród najbogatszych ludzi świata, jego majątek szacowany jest na 6 mld €

## Urałkalij
Sulejman Kierimow posiada pakiet kontrolny przedsiębiorstwa Urałkalij, potentata w wydobyciu potasu i produkcji nawozów potasowych. Na początku września 2013 r. Interpol, na wniosek białoruskich władz, wysłał za biznesmenem międzynarodowy list gończy. Wcześniej białoruski Komitet Śledczy aresztował dyrektora generalnego spółki Władisława Baumgertnera. Białorusini zarzucali Rosjanom przekręty w spółce joint venture Biełorusskaja Kalijnaja Kompanija (BKK), którą z nimi utworzyli.

## Anży Machaczkała
Na początku 2011 roku Kierimow zainwestował w klub ze stolicy Dagestanu. Kosztem ok. 180 mln $ sprowadzono wielkie gwiazdy, na czele z Samuelem Eto’o i Roberto Carlosem w roli trenera, którego później zastąpił Holender Guus Hiddink. Sportowy świat zszokowała gaża kameruńskiego napastnika, w wysokości rekordowych 20 mln € za rok gry.